# Список ракет Пакистана
Список ракет разработанных Пакистаном.

## Неуправляемые реактивные снаряды «земля — земля»
Баллистические ракеты с радиусом полёта до 100 км
- Хатф[1]
- Абдали[2]
- Наср[3]

Баллистические ракеты малой дальности
- Газнави[4]

Баллистические ракеты средней дальности
- Гаури[1]
- Гаури-II[5]
- Шахин-I[6]
- Шахин-II[7]
- Гаури-III[8]
- Шахин-III[9]
- Шахин-IA[10]

Межконтинентальные баллистические ракеты
- Таймур[11] Предположительно, в разработке как ответ на Агни-V Индии. Дальность до 600 км[12].

Крылатые ракеты
- Хатф-VII Бабур[13]
- Хатф-VIII[14]

ПТУР
- Бактар-Шикан[15]

## Реактивные снаряды «воздух-земля»
- H-4 SOW[16]
- Хатф-VIII[17]

## Реактивные снаряды «земля-воздух»
- Anza[англ.][18]